# Thai Chun
Thai Chun (* 18. Januar 1972 in Phnom Penh) ist ein kambodschanischer Diplomat.

## Leben
Thai Chun, geboren in der Hauptstadt des damaligen Demokratischen Kampuchea, Phnom Penh, studierte nach dem Erwerb des Abiturs von 1991 bis 1997 an der russischen Universität Kuban Wirtschaftswissenschaft. Nach seinem Studium konnte er in die Abteilung für internationale Zusammenarbeit des Ministeriums für Auswärtige Angelegenheiten und Internationale Zusammenarbeit des wieder gegründeten Königreichs Kambodscha eintreten und schlug eine diplomatische Laufbahn ein.
Im Jahr 2001 übernahm Thai Chun die Aufgaben eines Programmreferenten im ASEAN-Sekretariat in Jakarta. Bereits 2003 stieg er zum Stellvertreter des Außenministers auf. Von 2005 bis 2007 setzte ihn das Außenministerium seines Heimatlandes in das Amt des Gesandten in der Botschaft von Kambodscha in Malaysia ein. Bis zum Ende des Jahres 2013 leitete er danach die Abteilung Asien II des kambodschanischen Außenministeriums.
Chem Widhya gab Ende des Jahres 2013 sein Amt ab. Daraufhin wurde ein neuer Chefdiplomat für die Kambodschanischen Botschaft in Deutschland gesucht. Die kambodschanische Regierung berief dann Thai Chun auf diesen Posten. Am 19. Februar 2014 nahm der damalige deutsche Bundespräsident Joachim Gauck die Akkreditierung als Außerordentlicher und Bevollmächtigter Botschafter des Königreichs Kambodscha in der Bundesrepublik Deutschland entgegen. Zusätzlich hatte Thai Chun für sechs Monate, bis Juli 2015, den Vorsitz des Berliner Asien-Komitees (BAC) inne, dann übergab er diese Funktion an den Laotischen Botschafter Sithong Chitnhothinh.
Das Amt des Botschafters führte Thai Chun bis 2016, es umfasste auch die Wahrnehmung der Botschaftsaufgaben für Polen, Tschechien, Ungarn, Slowakei und Slowenien. Ihm folgte eine Frau, Touch Sopharath, die als eine der ersten Aufgaben die Kondolenz für den gerade verstorbenen ehemaligen deutschen Bundeskanzler Helmut Kohl wahrnehmen musste. Diese wurde im Sommer 2020 von Frau Phen Savny als Außerordentliche und Bevollmächtigte Botschafterin Kambodschas in Deutschland abgelöst. Ihre Akkreditierung erfolgte am 20. August 2020.
Thai Chun spricht Khmer, Russisch und Englisch.